# Tetrastemma knochii
Tetrastemma knochii är en djurart som tillhör fylumet slemmaskar, och som först beskrevs av Rudolf Albert von Kölliker 1845.  Tetrastemma knochii ingår i släktet Tetrastemma och familjen Tetrastemmatidae. Inga underarter finns listade i Catalogue of Life.